# New Harima
Die New Harima war ein 1988 in Dienst gestelltes Fährschiff der japanischen Reederei Hankyu Ferry. Sie wurde bis 2003 auf der Strecke von Osaka nach Kōbe und Kokura eingesetzt und fuhr anschließend als Superferry 17 sowie Huadong Pearl III. Seit 2008 stand das Schiff als Isabel del Mar zwischen Valencia, Ibiza und Palma im Einsatz. 2014 ging die seit 2009 aufliegende Fähre zum Abbruch ins türkische Aliağa.

## Geschichte
Die New Harima entstand unter der Baunummer 305 in der Werft von Kanda Shipbuilding in Kure und lief am 7. Dezember 1987 vom Stapel. Nach der Ablieferung an Hankyu Ferry am 14. März 1988 nahm das Schiff im selben Monat den Fährbetrieb zwischen Osaka, Kōbe und Kokura auf. Das Schwesterschiff der New Harima war die ebenfalls 1988 in Dienst gestellte und 2017 abgewrackte New Seto.
Nach 15 Jahren Dienstzeit wurde die New Harima im September 2003 an Aboitiz Shipping in Cebu verkauft und als Superferry 17 im Fährverkehr auf den Philippinen eingesetzt. Im Mai 2007 ging das Schiff als Huadong Pearl III für den Betrieb zwischen China und Südkorea in den Besitz der in Panama ansässigen Pacific Asia Shipping über.
Genau ein Jahr später wechselte die Huadong Pearl III im Mai 2008 erneut den Besitzer. Unter dem Namen Isabel del Mar wurde sie nach Europa überführt und im Juli 2008 für Iscomar auf der Strecke von Valencia über Ibiza nach Palma in Dienst gestellt. Wegen finanzieller Schwierigkeiten der Reederei musste das Schiff am 14. Oktober 2009 in Barcelona festgesetzt werden. Es kam nicht wieder in Fahrt, sondern lag stattdessen für fast fünf Jahre betätigungslos im Hafen. Im September 2014 ging die Isabel del Mar schließlich zum Abbruch ins türkische Aliağa.